# 咽頭反射

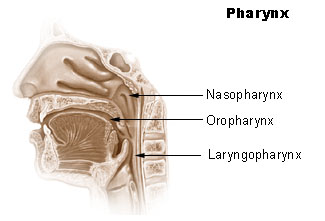
咽頭の解剖。上から上咽頭、中咽頭、下咽頭

咽頭反射（いんとうはんしゃ、英: pharyngeal reflex）または嚥下反射（えんげはんしゃ、英: gag reflex）は、口蓋、舌の奥、扁桃周辺、口蓋垂、喉の奥に触れることで誘発される、喉の奥の反射性筋収縮である。反射性の咽頭嚥下などの他の気道消化管反射とともに、正常な嚥下の一部を除き、口腔内の物が咽頭に入るのを防ぎ、気道閉塞の予防に役立つ。咽頭反射は、声帯の反射性筋収縮である喉頭痙攣とは異なる。

## 反射弓
反射弓では、一連の生理学的段階が非常に急速に起こって反射が生じる。一般に、感覚受容器が環境刺激（この場合は喉の奥に到達する物体からの神経刺激）を受け、求心性神経（求心路とも）を介して中枢神経系（CNS）にシグナルを送る。シグナルを送られたCNSは遠心性神経（運動ニューロン、遠心路としても知られる）を介して、刺激を受けた部位と同じ領域の効果器の細胞にシグナルを送り、適切な反応が起こる。
咽頭反射の場合、求心路は舌咽神経、遠心路は迷走神経による。
嚥下反射は、咽頭後壁に触れることによって誘発され、軟口蓋の迅速かつ短時間の挙上と咽頭筋の両側収縮を伴う。軟口蓋に触れても同様の反射反応につながる可能性がある。しかし、その場合、反射の求心路は三叉神経である。非常に過敏な人の場合は、脳幹のより多くの 部位が関与しているのかもしれない。たんなる嚥下から、嘔気や嘔吐を催す人もいる。

## 反射の抑制と賦活
異常に大きなものを飲み込んだり、口の奥にものを入れたりすると、咽頭反射が起こることがある。人によっては、例えば剣呑み術師はそれを抑制できる。一方、患者、例えば神経性大食症の患者では、嘔吐を誘発するために意図的に咽頭反射を引き起こすこともある。
ある研究によると、3人に1人の割合で嚥下反射が欠如しているが、一方では嚥下反射が過敏な人もいる。この知覚過敏は、錠剤を飲み込むときや大きな食べ物を噛むとき、歯医者にかかるときなど、さまざまな場面で問題となる可能性がある。知覚過敏は一般に条件反射であり、たいていは以前のなんらかの経験の後に起こる。リラクゼーションから、口やのどを麻痺させる方法、触られることに慣れるために軟口蓋を訓練する方法まで、知覚過敏を和らげる方法はさまざまなものがある。
制吐薬、鎮静薬、局所麻酔薬、全身麻酔薬、漢方薬、行動療法、指圧療法、鍼治療、レーザー、装具などを用いて、歯科治療中の嚥下反射の亢進に対処することができる。P6というツボ（手首にある）に鍼を刺したりレーザーを当てたりすることで、鎮静を使わなくても嚥下反射が軽減することが、非常に確実性の低いエビデンスとして研究で示されているものの、鎮静の有無で差がなかった。したがって、これらの介入に関しては、より多くの研究を実施する必要がある。
事前の訓練がなくても、特定のツボを押すことで短時間であれば嚥下反射を完全に止めることができる人もいるようである。

## 反射の欠如
場合によっては、嚥下反射および咽頭感覚の消失は、舌咽神経、迷走神経の損傷、脳死など、多くの重篤な病状の症状であることがある。
片側性舌咽神経損傷では、損傷した神経と同じ側の咽頭壁に触れても咽頭反応はない。片側迷走神経の損傷では、咽頭のどの側に触れても、軟口蓋は挙上され、損傷していない側に引っ張られる。これは、感覚成分は両側とも無傷であるが、軟口蓋と咽頭筋の片側を支配している運動神経のみが働いているため、反射の筋収縮が非対称になるためである。片側の舌咽・迷走の両神経が損傷している場合(まれではない)、正常側を刺激すると、その側への軟口蓋の偏位を伴う片側性の反応のみが誘発され、対側の共同反応はみられない。損傷した側を触ると、まったく反応がない。
一時期、脳卒中患者における嚥下反射の欠如は、嚥下障害（嚥下困難）や喉頭誤嚥（飲食物が喉頭に入ってしまうこと）のよい予測因子であると考えられ、そのため一般的に検査が行われていた。しかし、ある研究では、健常人の37％に嚥下反射がみられなかったにもかかわらず、1人を除くすべての被験者に正常な咽頭感覚が残っていた。これらの結果から、嚥下反射を制御する筋肉は、正常な嚥下を制御する筋肉とは別個であることが示唆される。嚥下反射は健常人にも、みられないことが多いため、嚥下障害の危険性を判断する上での予測的価値は極めて限定的である。一方、咽頭感覚は、この研究でみられたように、欠如することはまれであり、将来の嚥下障害を予測する上でより優れていることが証明される可能性がある。

## 反射性咽頭嚥下（Reflexive pharyngeal swallow[訳語疑問点]）
食物やその他の異物を咽頭から押し戻す嚥下反射と密接な関係があるものの、嚥下は一般に食物を消化器官を通して胃に押し込む。この反射は特に上気道の保護反射として機能し、声門を強制的に閉じることで気道への異物の侵入を防ぐだけでなく、嚥下によって咽頭に残留する物質を除去する。
この反射は、咽頭声門閉鎖反射（pharyngoglottal closure reflex、嚥下は起こらないが、声門は閉鎖される）や、咽頭上部食道括約筋収縮反射（pharyngo-upper esophageal sphincter contractile reflex、主に胃食道逆流時に起こる）など、いくつかの気道消化器反射のひとつである。いずれも、声門を強制的に閉じるか、咽頭と上気道の両方から押し戻された可能性のある粒子を咽頭から消化管に排出させる。これらの反射はまた、下咽頭からこぼれ落ちた可能性のある食物や液体から気道を保護することもできる。下咽頭は咽頭の一番下の部分で、消化管が気道から分かれる最初の部分と考えることができる。下咽頭が安全に保持できる液体の最大容量を超えると、この余分な液体は喉頭へと流出し、そこから肺へと流れ込む。つまり、これらの反射は、下咽頭内の液体がこの最大容量に達するのを防止するものである。
消化器系と呼吸器系はどちらも咽頭でつながっているため、身体が適切なそれぞれの管への食物や空気の通過を調節できない場合に起こる問題や病気はたくさんある。これらの反射機能を損なう最も予防可能な原因は、おそらく喫煙であろう。ある研究では、非喫煙者と比較すると、喫煙者では咽頭-上部食道括約筋収縮反射と反射性咽頭嚥下の両方の閾値容積（これらの反射のいずれかが誘発される最低容積）が増加していることが示されている。